# Primárky Evropské strany zelených pro volby do Evropského parlamentu (2014)
Primárky Evropské strany zelených pro Volby do Evropského parlamentu v roce 2014 byly první obdobné volby v evropské politické straně. Konaly se od listopadu 2013 do ledna 2014.
V následujících volbách v roce 2018 byl zvolen pro výběr kandidáta jiný postup.

## Proces
Příznivci ESZ starší 16 let v nich na internetu vybírali, kteří dva politici povedou stranu do voleb na evropské úrovni. Vítěz primárek byl oficiálním kandidátem strany na předsedu Evropské komise. Dva nejúspěšnější kandidáti pak vedli kandidátskou listinu ve své zemi. Celkem kandidovali čtyři lidé a každý volič měl dva hlasy, přičemž mohl využít jeden či oba, ale nesměl je oba dát jednomu kandidátovi. Tito kandidáti museli předem získat podporu alespoň pěti zelených stran, které jsou členkami Evropské strany zelených (v Česku je to Strana zelených). Strana primárky pořádala, aby přiblížila politiku Evropské unie jejím občanům.

## Kandidáti
| Jméno            | Vysílající strana                    | Státní občanství |
| ---------------- | ------------------------------------ | ---------------- |
| José Bové        | Evropa Ekologie – Zelení             | Francie          |
| Monica Frassoni  | Federace zelených                    | Itálie           |
| Rebecca Harms    | Svaz 90/Zelení                       | Německo          |
| Franziska Keller | Federace mladých evropských zelených | Německo          |